# Lidia Segni
Lidia Segni (Córdoba, Argentina; 20 de marzo de 1944) es una maestra y coreógrafa de danza argentina, fue directora del Ballet Estable del Teatro Colón de Buenos Aires.

## Biografía
Inició sus estudios de danza en su ciudad natal con la profesora Genoveva Sagués. Al terminar sus estudios de danza ingresó al Ballet Oficial de esa provincia. Viajó a Buenos Aires y se unió al Instituto Superior de Arte del Teatro Colón, y al Teatro Argentino de La Plata.
En 1970 ingresó al Ballet Estable del Teatro Colón y en 1977 fue nombrada primera bailarina. 
Junto a Rudolf Nureyev protagonizó Apollo y Las Sílfides en Buenos Aires y Río de Janeiro. En 1983 elegida por Alexander Godunov para protagonizar "Carmen", y en 1984 baila ese mismo ballet y Don Quijote en Buenos Aires, en el exterior, y en la TV Argentina.
En 1989 inició su trabajo de preparación a los bailarines Eleonora Cassano y Julio Bocca y los acompaña a Moscú e Italia. Ese mismo año se creó el Ballet Argentino y fue nombrada directora general. En 1995 la compañía debutó en los Estados Unidos.
En 1997 entrenó a Hernán Cornejo para el 8.º Concurso Internacional de Ballet de Moscú, donde obtuvo Medalla de Oro. Y, en 1998 renunció al Ballet Argentino para dedicarse a la docencia.
En 2000 fue contratada para dirigir el Ballet Estable del Teatro Argentino de La Plata. En los años siguientes es invitada por las compañías Julio Bocca Ballet Argentino, Ballet Estable del Teatro Argentino de La Plata, Ballet Contemporáneo del Teatro General San Martín, Ballet del Sur, Departamento de Danza de la Universidad de Míchigan, Ballet de Arizona.
En 2009 fue nombrada directora del Ballet Estable del Teatro Colón, cargo que ocupó hasta 2015, y renovó contrato con el Ballet Contemporáneo del Teatro General San Martín.